# スタンフォード・ホワイト
スタンフォード・ホワイト（Stanford White、1853年11月9日 - 1906年6月25日）はアメリカ合衆国の建築家である。彼は、多くの市民、宗教の建物だけでなく、富裕層のために多くの家を設計した。 彼のデザイン原則は「アメリカ・ルネサンス」を具現化したものである。

## 殺害
1901年、ホワイトは酩酊状態になり、当時16歳のイヴリン・ネスビットをレイプした。彼女はその後、ピッツバーグの億万長者であるハリー・ソーと結婚した。彼は、ホワイトをライバルと見なした嫉妬深い夫であった。 1906年6月25日の夜、ホワイトはマディソンスクエアガーデンの屋上庭園劇場にいた。 その夜はマムゼル・シャンパーニュの初演であった。 ショーのフィナーレ「I Could Love A Million Girls」の最中に、ハリー・ソーはホワイトに近づき、2フィートほど離れたところにピストルを向け、「あなたは私の妻を台無しにした」と言い、ホワイトに3発発射した。彼の顔を2回、左上の肩を1回打ち、ホワイトは即死した。ホワイトの顔の一部が引き裂かれ、彼の残りの特徴は認識できず、火薬によって黒くなった。

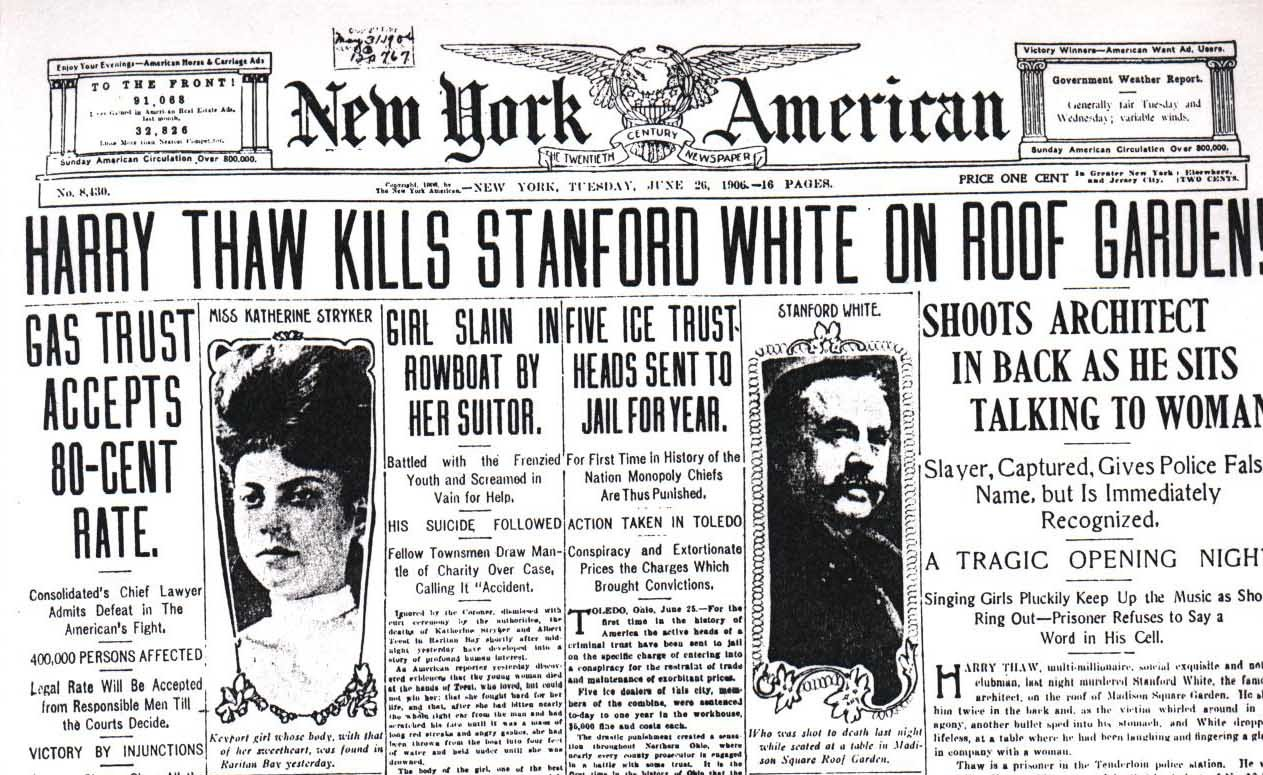
1906年6月26日のニューヨークアメリカン

## 大衆文化の中で
- 夢去りぬ (映画) - レイ・ミランドがホワイトを演じた1955年の映画
- ラグタイム - E・L・ドクトロウによる1975年の歴史的フィクション小説
  - ホワイトがノーマン・メイラー、ソーがロバート・ジョイ、ネスビットがエリザベス・マクガヴァンによって演じられた小説に基づく1981年の映画ラグタイム[6]
  - 小説に基づく1996年のミュージカルラグタイム[7]
- DementiaAmericana  - キース・マイヤールの詩（1994、ISBN 9780921870289 ）
- My Sweetheart's the Man in the Moon - ドン・ニグロの劇（ISBN 9780573642388 ） [8]
- 引き裂かれた女 （ "The Girl Cut in Two"） - スタンフォード・ホワイトのスキャンダルに一部触発されたクロード・シャブロルの2007年の映画。 [9]
- ギルデッド・エイジ -ニューヨーク黄金時代-　- 金ぴか時代を描いた2022年のドラマシリーズ

## ギャラリー

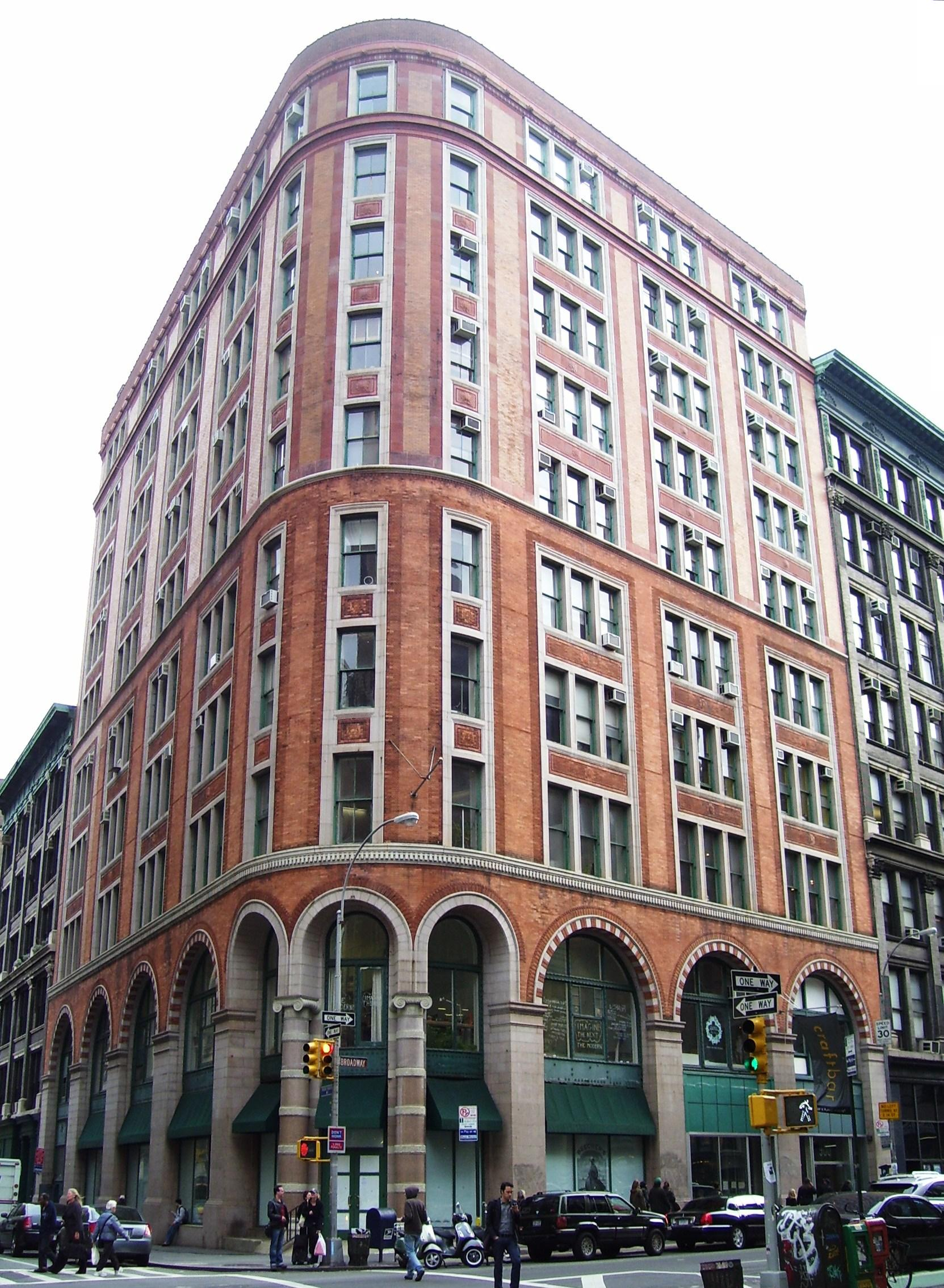
900ブロードウェイ
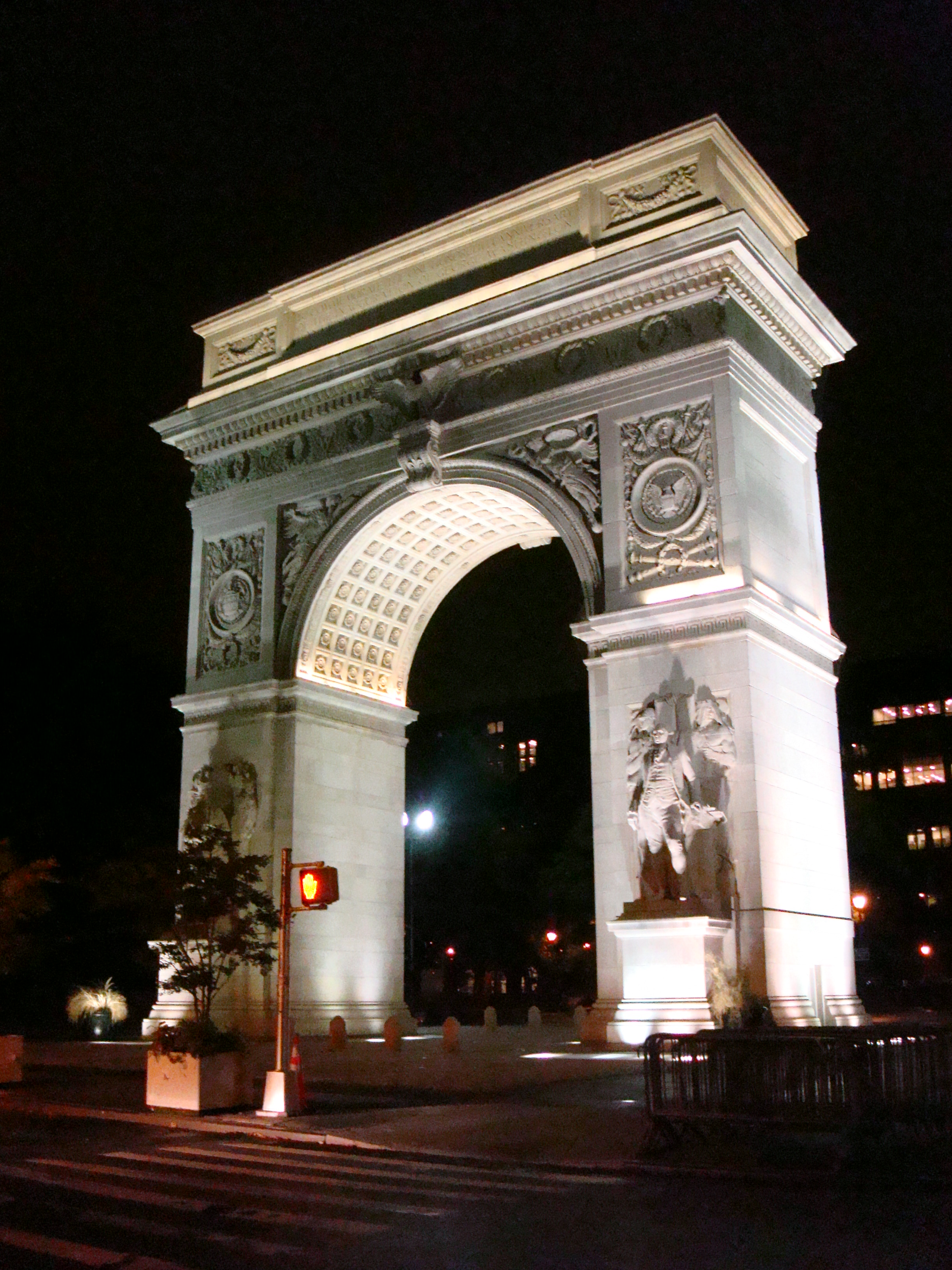
ワシントン・スクエア・アーチ
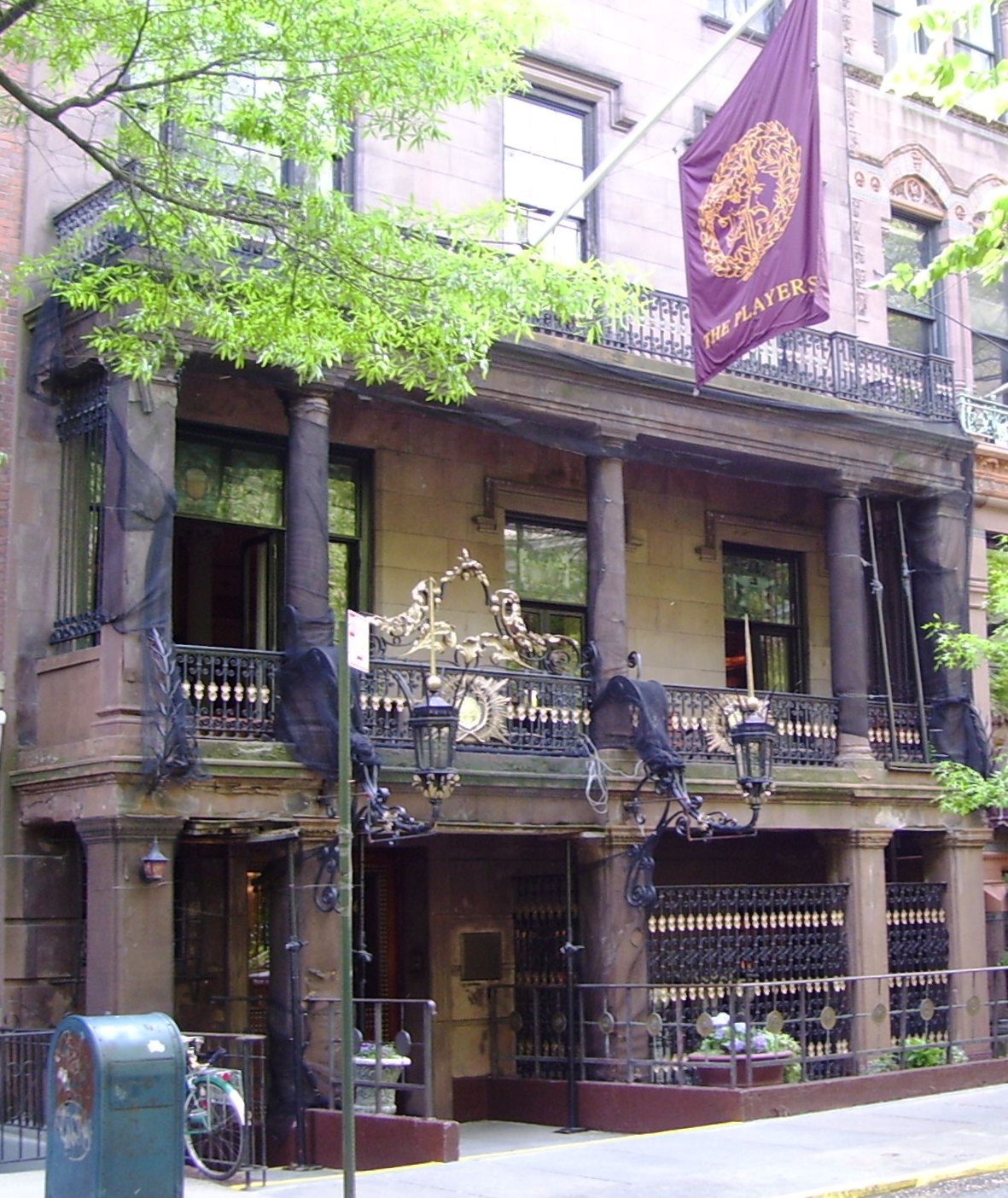
エドウィン・ブースのマンションだったグラマシー・パークの16番地を改造したザ・プレイヤーズの本部
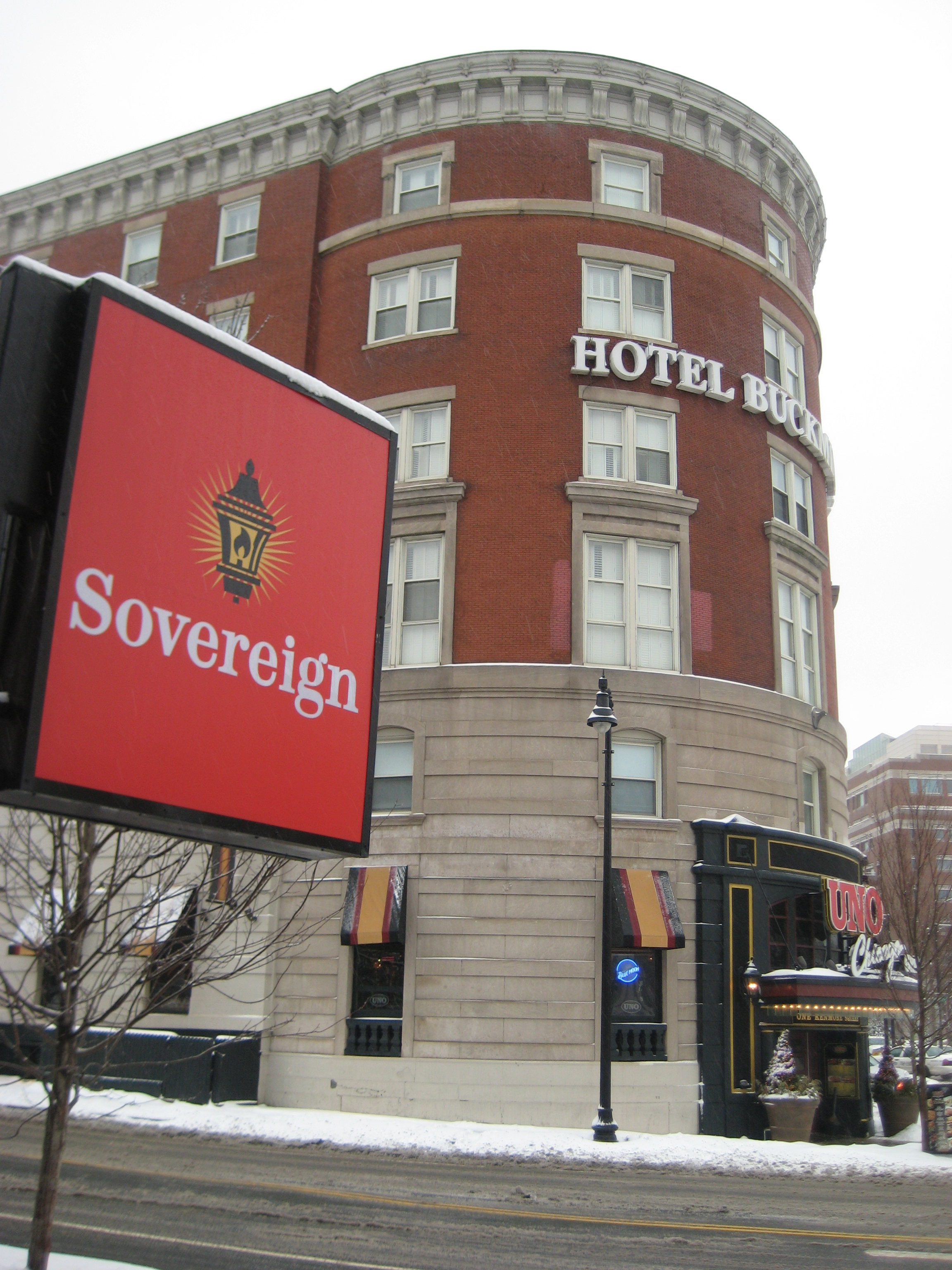
ケンモア・スクエアにあるボストン・ホテル・バックミンスター
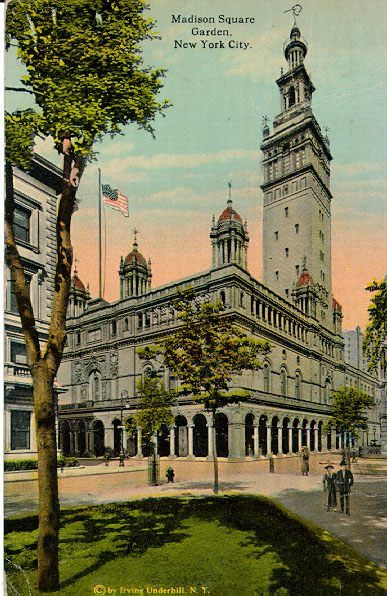
マディソン・スクエア・ガーデン (1890)

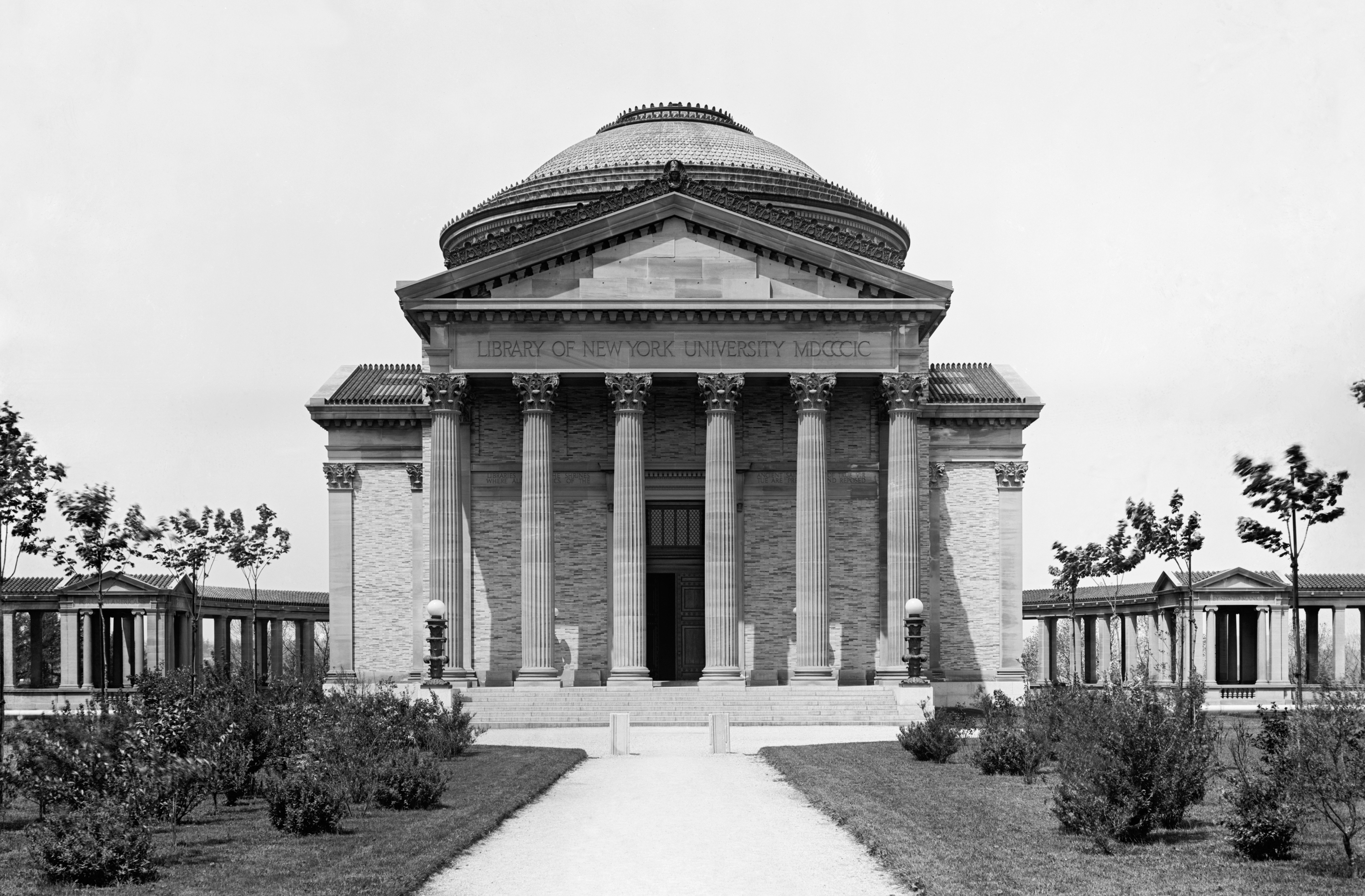
ブロンクス区にあったニューヨーク大学の図書館、現在はブロンクス・コミュニティ・カレッジ一部
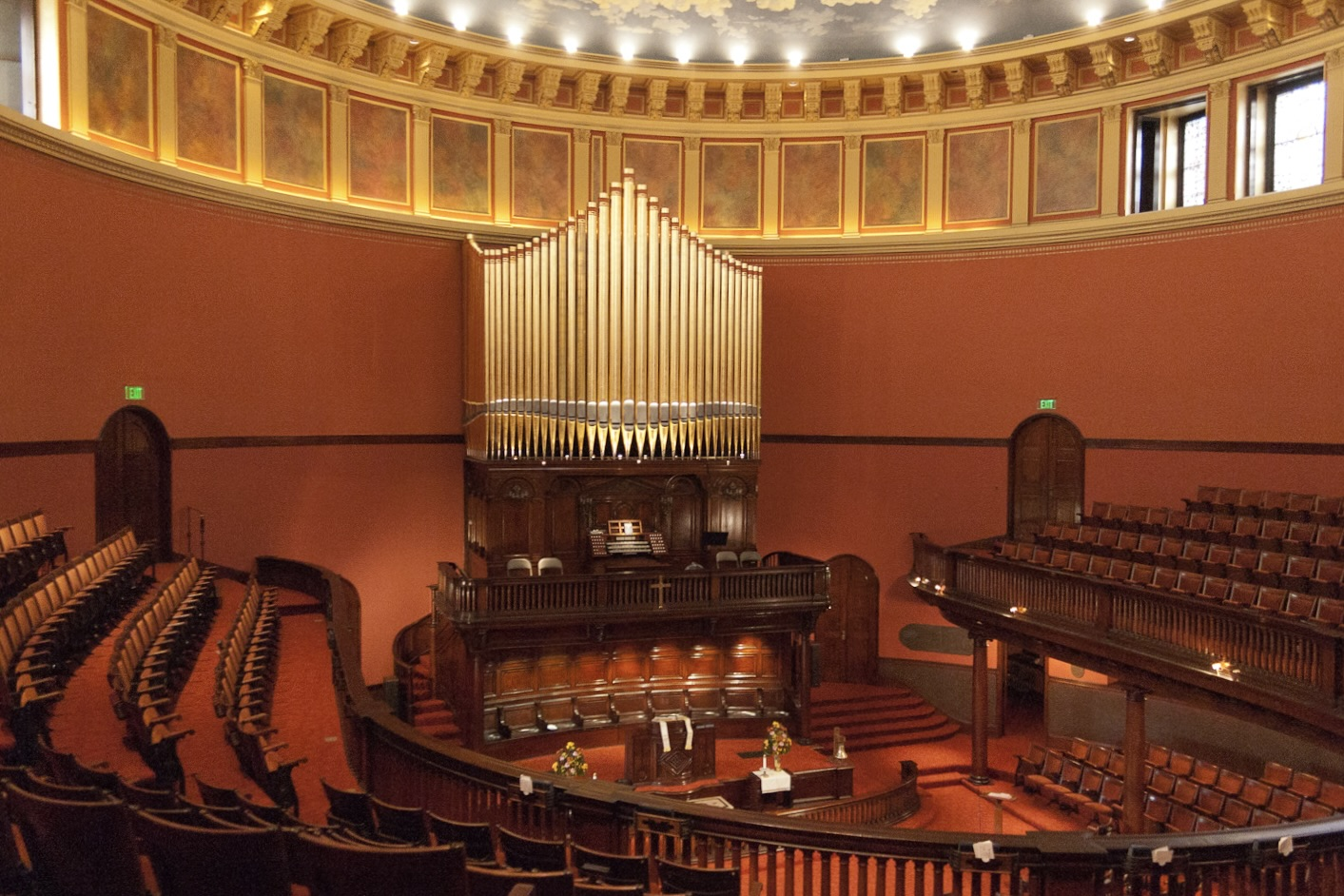
ボルチモアにあるラブリーレーンメソジスト教会の内部
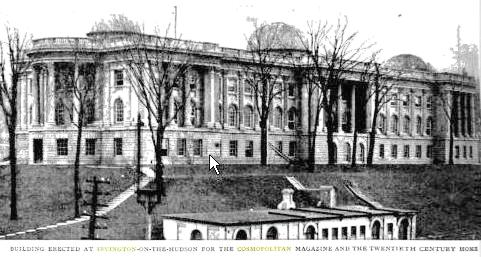
1900年ごろに建てたビル
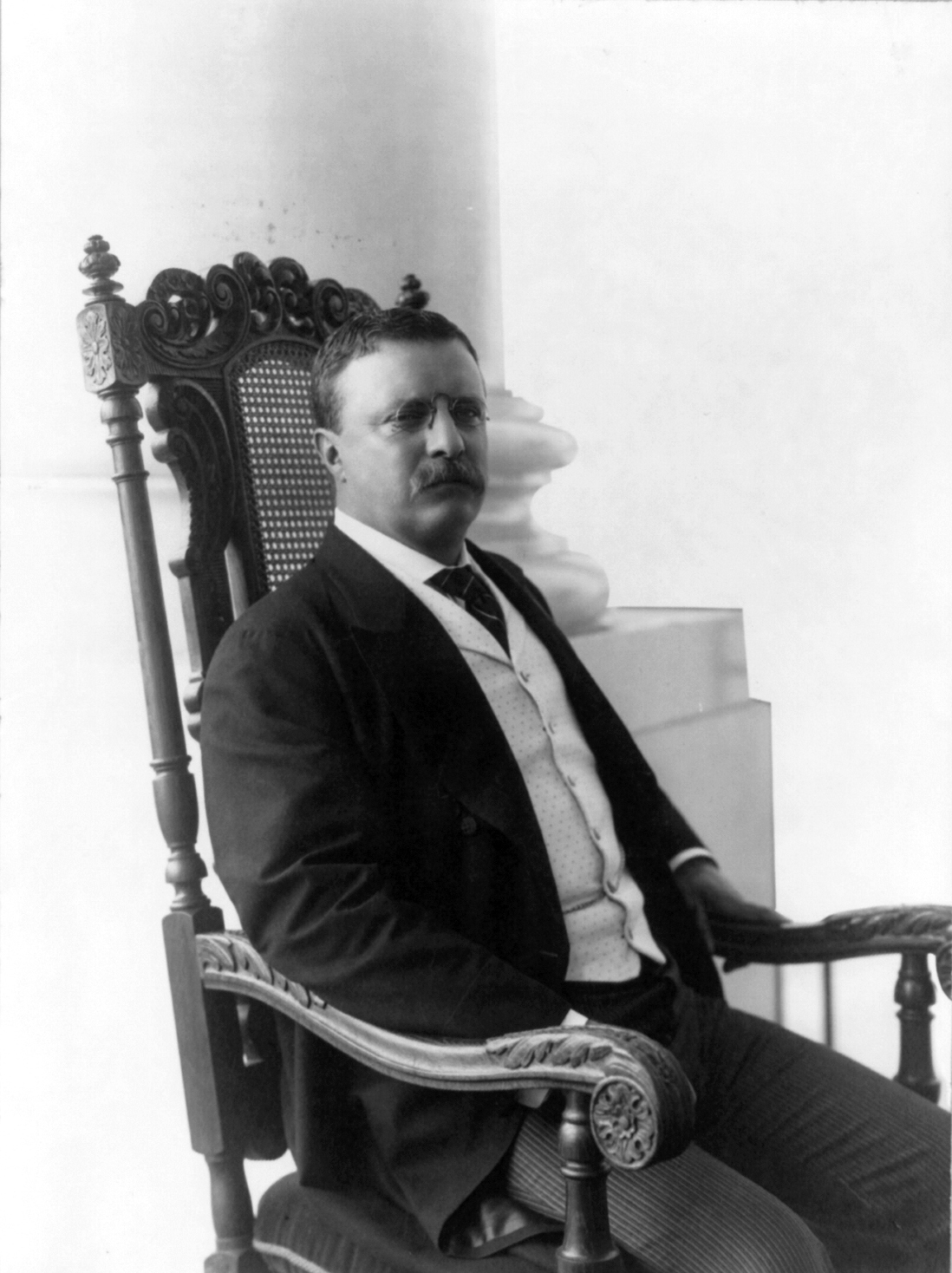
ホワイトハウスのステートダイニングルームのためにホワイトがデザインした椅子に座っているセオドア・ルーズベルト